# Judi Farr
Judith Mary Stuart Farr (* 5. Oktober 1938 in Cairns, Queensland, Australien; † 29. Juni 2023) war eine australische Schauspielerin.

## Werdegang
Ihre erste große Rolle übernahm Farr in der Fernsehserie My Name’s McGooley, What’s Yours? (1966–1968). Bis 1978 hatte sie kleinere Auftritte in neun verschiedenen Serien. Anschließend war sie in den Spielfilmen Dawn! (1979) und Fatty Finn (1980) zu sehen. Bekanntheit erlangte Farr durch die folgende Fernsehserie Kingswood Country (1980–1982).
Für Walking on Water wurde sie 2002 als beste Nebendarstellerin vom Australian Film Institute ausgezeichnet.
Sie starb Ende Juni 2023 im Alter von 84 Jahren.

## Filmografie (Auswahl)
- 1966–1968: My Name’s McGooley, What’s Yours? (Fernsehserie, 88 Episoden)
- 1980–1982: Kingswood Country (Fernsehserie, 37 Episoden)
- 1987: Das Jahr meiner ersten Liebe (The Year My Voice Broke)
- 2002: Walking on Water
- 2007: December Boys
- 2013: Please Like Me (Fernsehserie, 4 Episoden)
- 2013–2015: A Place to Call Home (Fernsehserie, 11 Episoden)